# Jay och Silent Bob
Jay och Silent Bob är två filmkaraktärer påhittade av Kevin Smith, filmregissör och skådespelare. I själva verket spelar han själv Silent Bob i sina filmer, medan Jason Mewes spelar Jay. 
Jay och Silent Bob är två haschlangare som håller till utanför Quick Stop, en närbutik någonstans i New Jersey. De är även superhjältarna Bluntman och Chronic i serietidningen med samma namn. De tycker att de förtjänar att få pengar av att vara inspirationen för Bluntman och Chronic, så Jay och Silent Bob reser till Los Angeles för att få pengarna de förtjänar. I filmerna ritar karaktärerna Holden McNeil (Ben Affleck) och Banky Edwards (Jason Lee) dem.

## Medverkan i filmer
- 1994 – Clerks.
- 1995 – Mallrats
- 1997 – Chasing Amy (de medverkar cirka 5 minuter. Bob pratar)
- 1999 – Dogma (Bob säger allt som allt tre ord)
- 2000 – Scream 3 (de medverkar i cirka 30 sek)
- 2001 – Stjärnor utan hjärnor
- 2006 – Clerks II